# Kiến trúc Séc

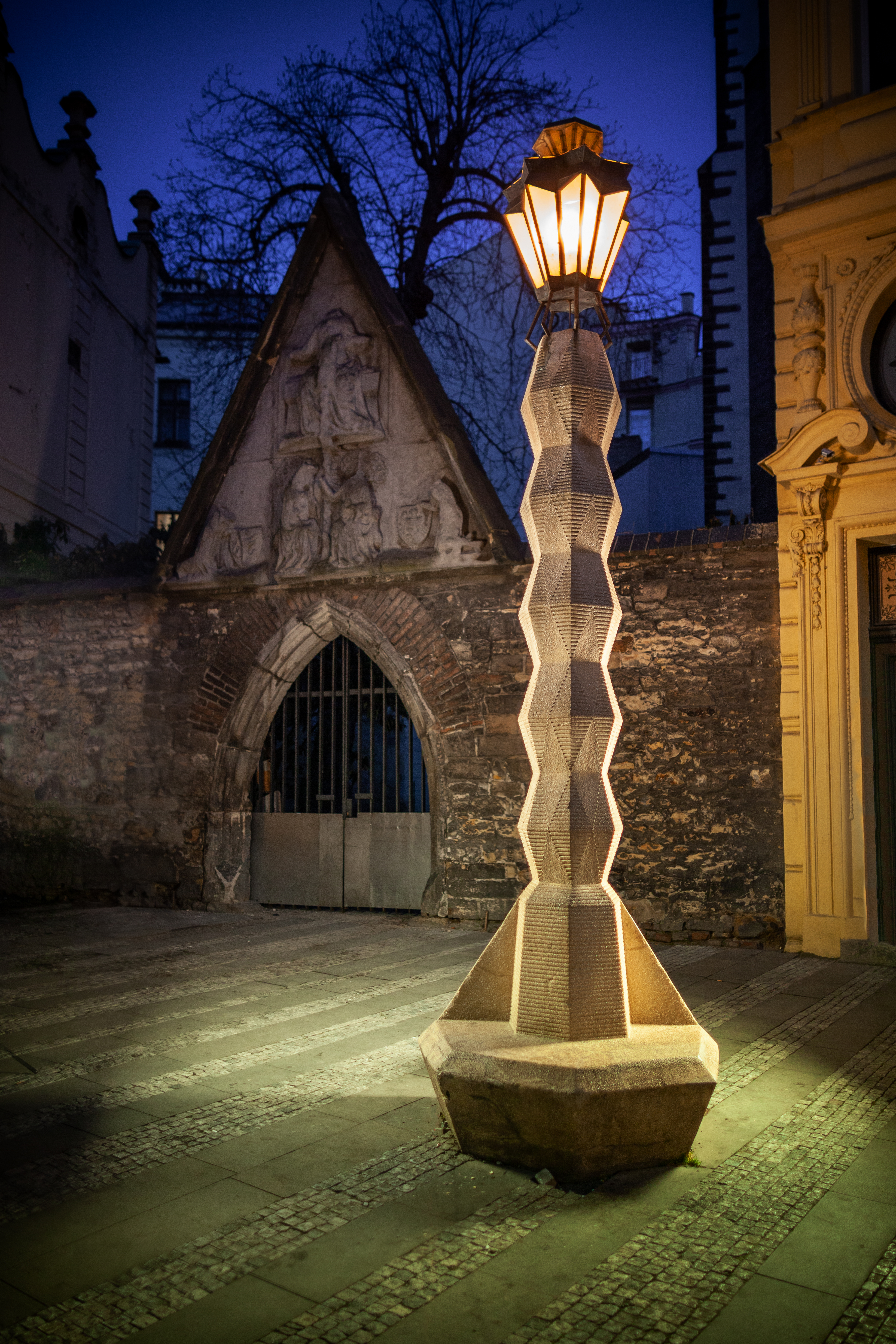
Đèn lập thể của Emil Králíček, Jungmannovo náměstí, kế bên là Nhà thờ Đức mẹ Tuyết gothic (Praha).

Kiến trúc Séc, hay chính xác hơn là kiến trúc Cộng hòa Séc hay kiến trúc Czechia, là một thuật ngữ để chỉ nhiều phong trào kiến trúc lịch sử và đương đại quan trọng tại Bohemia, Moravia và Silesia. Từ những ngày đầu ra đời cho đến ngày nay, hầu hết các phong cách lịch sử đã được thể hiện, trong đó có nhiều di tích từ nhiều giai đoạn lịch sử. Một vài trong số chúng là những di sản thế giới của UNESCO.

## Tân cổ điển

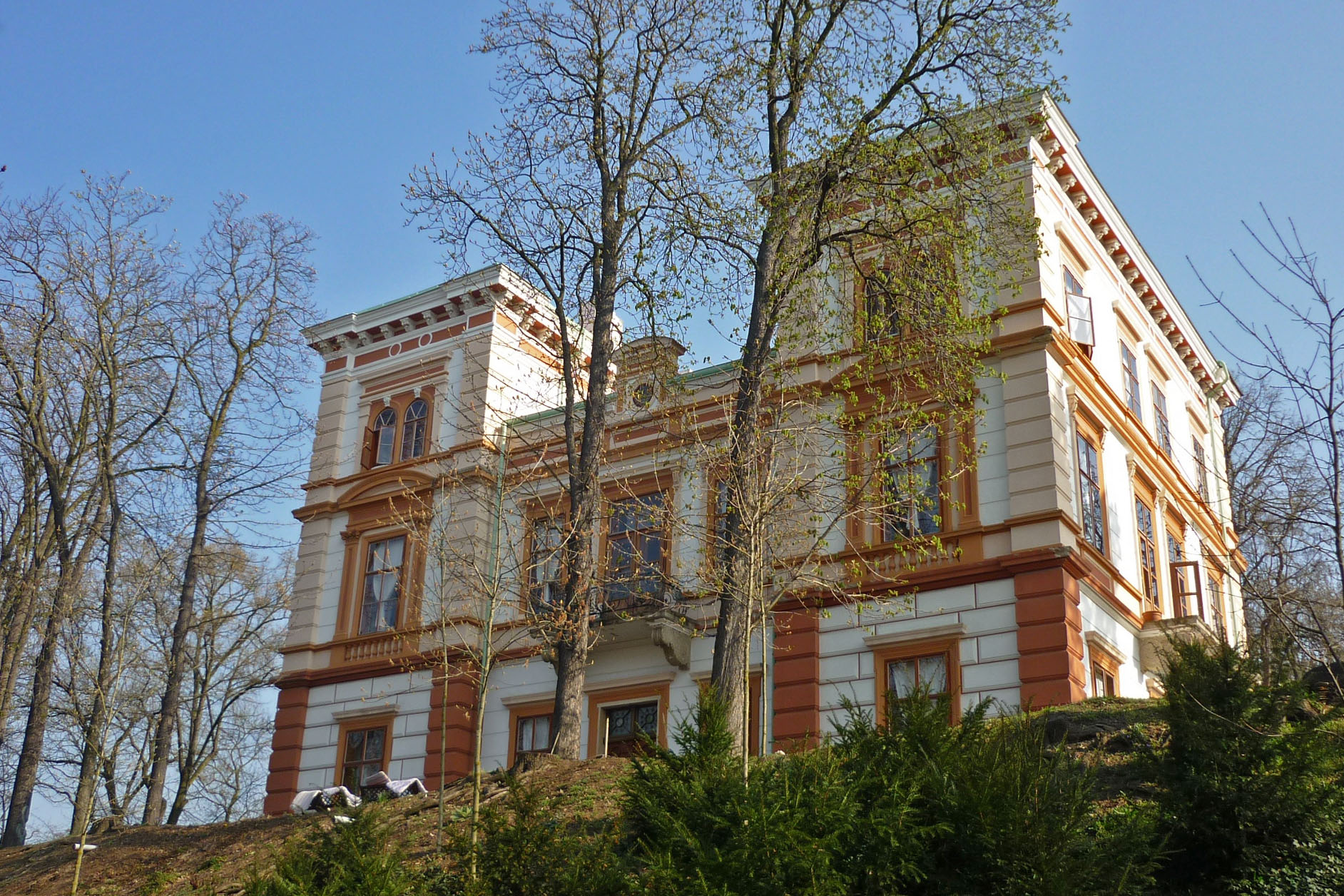
Lâu đài Korozluky

Mặc dù thời Hậu Baroque ở các vùng đất của Séc chủ yếu gắn liền với thời gian trị vì của Maria Theresa (1740–1780), sau khi bà băng hà, phong cách này về sau bị thay thế bằng kiến trúc Tân cổ điển và sau cùng là phong cách Đế quốc. Sự chuyển đổi từ Baroque sang Tân cổ điển được thông báo bằng việc cải tạo Lâu đài Praha bởi kiến trúc của Viên Nicolo Pacassi. Theo sau ông và Kilián Ignác Dientzenhofer là Ignác Jan Nepomuk Palliardi, làm cho truyền thống Baroque vốn đã cao lại kết hợp với lối trang trí Tân cổ điển. Antonín Haffenecker, một kiến trúc sư nữa chuyển từ Baroque sang chủ nghĩa Lãng mạn (Nhà hát Estates), gắn bó với Pacassi và Johann Bernhard Fischer.
Ở toàn bộ Đế quốc Áo, tức ở các vùng đất của Séc, không tồn tại điều kiện hợp lý nào cho sự phát triển thành công của kiến trúc cổ điển giống như ở đất Pháp hay Nga. Ở Cộng hòa Séc, thật khó để tìm ra một tòa nhà từ thời cổ điển sơ khai. Lý do phát triển chậm là những ý tưởng của thời Khai sáng, vốn hạn chế dùng cái cũ hơn cái mới.
Trong thời kì trị vì của Maria Theresa, việc giáo dục bắt buộc đã được xúc tiến, hành động này rõ ràng đã góp phần vào giáo dục người dân của đế quốc. Con trai bà, Hoàng đế Joseph II đã khởi xướng thứ gọi là cải cách Josephine, trong đó hàng trăm nhà thờ và tu viện đã bị dỡ bỏ trên khắp Đế quốc, toàn bộ mệnh lệnh bị giải tán và các tòa nhà bỏ hoang bị chuyển thành các văn phòng, bệnh viện công hoặc doanh trại. Ở Áo, giai cấp tư sản phát triển chậm, không đủ mạnh để đứng ra thay đổi và đặt dấu chấm hết cho chế độ phong kiến vì họ lo sợ những hành động tàn bạo diễn ra như cuộc cách mạng Pháp. Đó là lý do vì sao chủ nghĩa lãng mạn ở đất của Séc bị tụt hậu và biểu hiện ít ỏi trong các tòa nhà kém quan trọng. Sự phát triển của chủ nghĩa cổ điển từ thời Baroque khá rõ ràng, đồ trang trí tượng hình dần bị loại bỏ và sự phong phú của đồ trang trí nhường chỗ cho các tòa nhà theo lối kiến trúc Hậu cổ điển, chuyển thành các dãy lối theo kiểu phong cách Đế quốc khắt khe.
Những ví dụ gồm có Lâu đài Duchcov, Lâu đài Karlova Koruna, Lâu đài Kynžvart.

## Phong cách Đế quốc

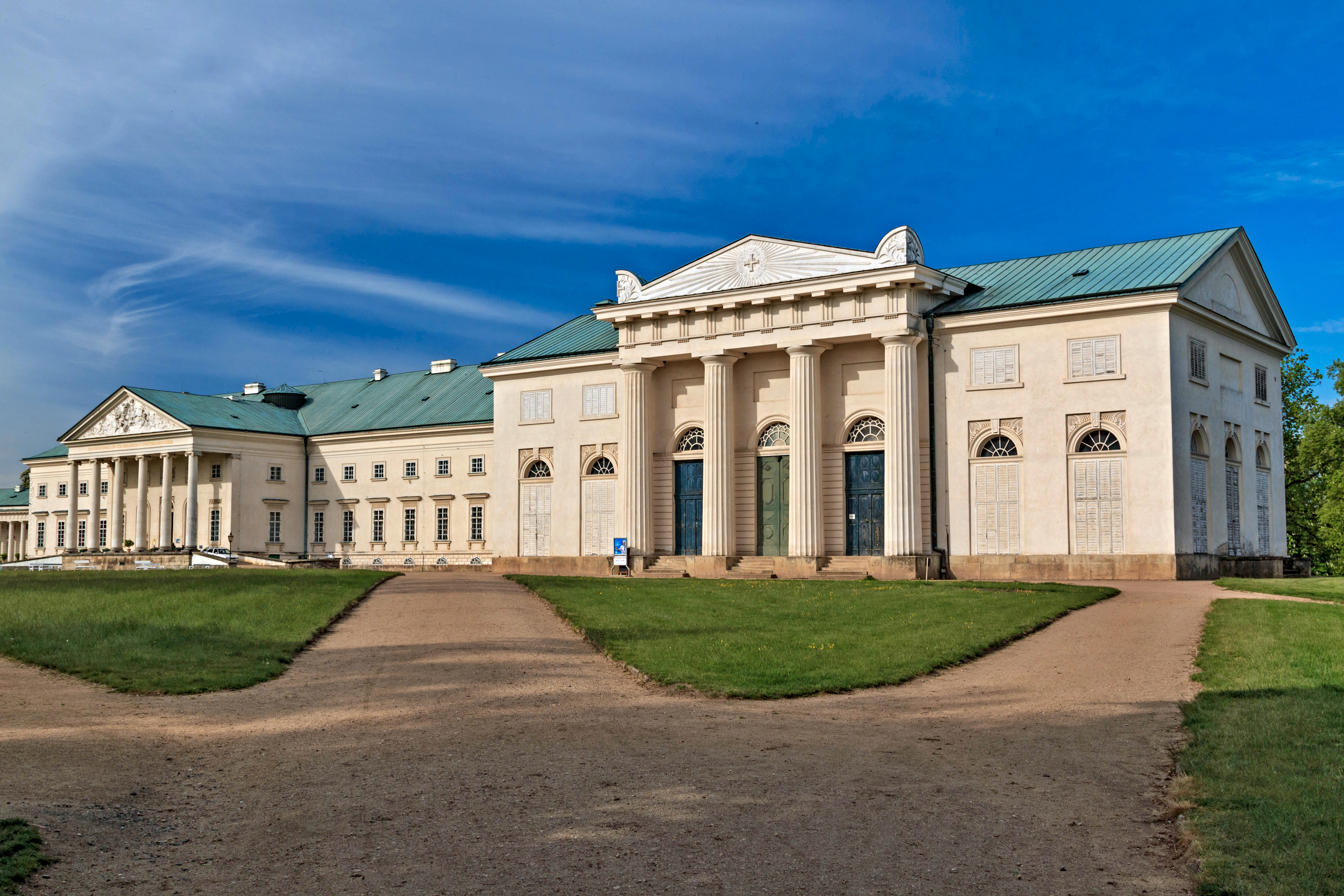
Lâu đài Kačina ở Chotkov

Thời kỳ của phong cách Đế quốc chủ yếu gắn liền với Đệ Nhất Đế chế Pháp dưới thời Napoleon I. Ví dụ điển hình cho các tòa nhà Đế quốc là các hình thái sạch sẽ, đều với trang trí tối giản, các dãy lối thẳng đến mức thô. Đặc điểm chính của kiến trúc Đế quốc là thường xuyên sử dụng các cột trụ đặc trưng và mặt tiền hình tam giác ở những tòa nhà lớn hơn.
Tòa nhà quan trọng nhất theo lối kiến trúc Đế quốc là Lâu đài Kačina Chotkov, ngoài ra còn có lâu đài Fryštát (Lottyhaus) ở Karviná, Boskovice, Pohansko (cảnh quan văn hóa Lednice–Valtice) và Lâu đài Kostelec nad Orlicí. Một ví dụ thú vị về sự chuyển đối tử chủ nghĩa cổ điển sang phong cách Đế quốc là cung điện mới ở Dačice.

## Văn học và nguồn tài liệu
- ČERNÁ, Marie. Dějiny výtvarného umění. Praha: IDEA SERVIS, 2012. ISBN 978-80-85970-74-6. S. 91-93.
- ŠAMÁNKOVÁ, Eva. Architektura české renesance. Praha: Státní nakladatelství krásné literatury a umění, 1961.
- Dějiny českého výtvarného umění II/1. Academia, Praha 1989. ISBN 80-200-0069-0